# دانيك سنيلدير
دانيك سنيلدير (بالهولندية: Danick Snelder) مواليد 22 مايو 1990 في بايناكر، هي لاعبة كرة يد هولندية. مثلت منتخب هولندا لكرة اليد للسيدات. شاركت في دورة الألعاب الأولمبية الصيفية سنة 2016. حققت المركز الثاني في بطولة العالم لكرة اليد للسيدات 2015.

## سجل المنافسة
شاركت في البطولات التالية:
- الألعاب الأولمبية الصيفية 2016
- بطولة العالم لكرة اليد للسيدات 2011
- بطولة العالم لكرة اليد للسيدات 2013
- بطولة العالم لكرة اليد للسيدات 2015
- بطولة أوروبا لكرة اليد للسيدات 2010
- بطولة أوروبا لكرة اليد للسيدات 2014
- بطولة أوروبا لكرة اليد للسيدات 2016

## الميداليات
| الميدالية | المسابقة                            |
| --------- | ----------------------------------- |
| فضية      | بطولة العالم لكرة اليد للسيدات 2015 |
| فضية      | بطولة أوروبا لكرة اليد للسيدات 2016 |

## روابط خارجية
- دانيك سنيلدير على موقع الاتحاد الأوروبي لكرة اليد (الإنجليزية)
- دانيك سنيلدير على موقع اللجنة الأولمبية الدولية (الإنجليزية)
- دانيك سنيلدير على موقع أوليمبيديا (الإنجليزية)
- دانيك سنيلدير على موقع تيم أن.أل (الهولندية)